# Dorfkirche Sieversdorf (Sieversdorf-Hohenofen)

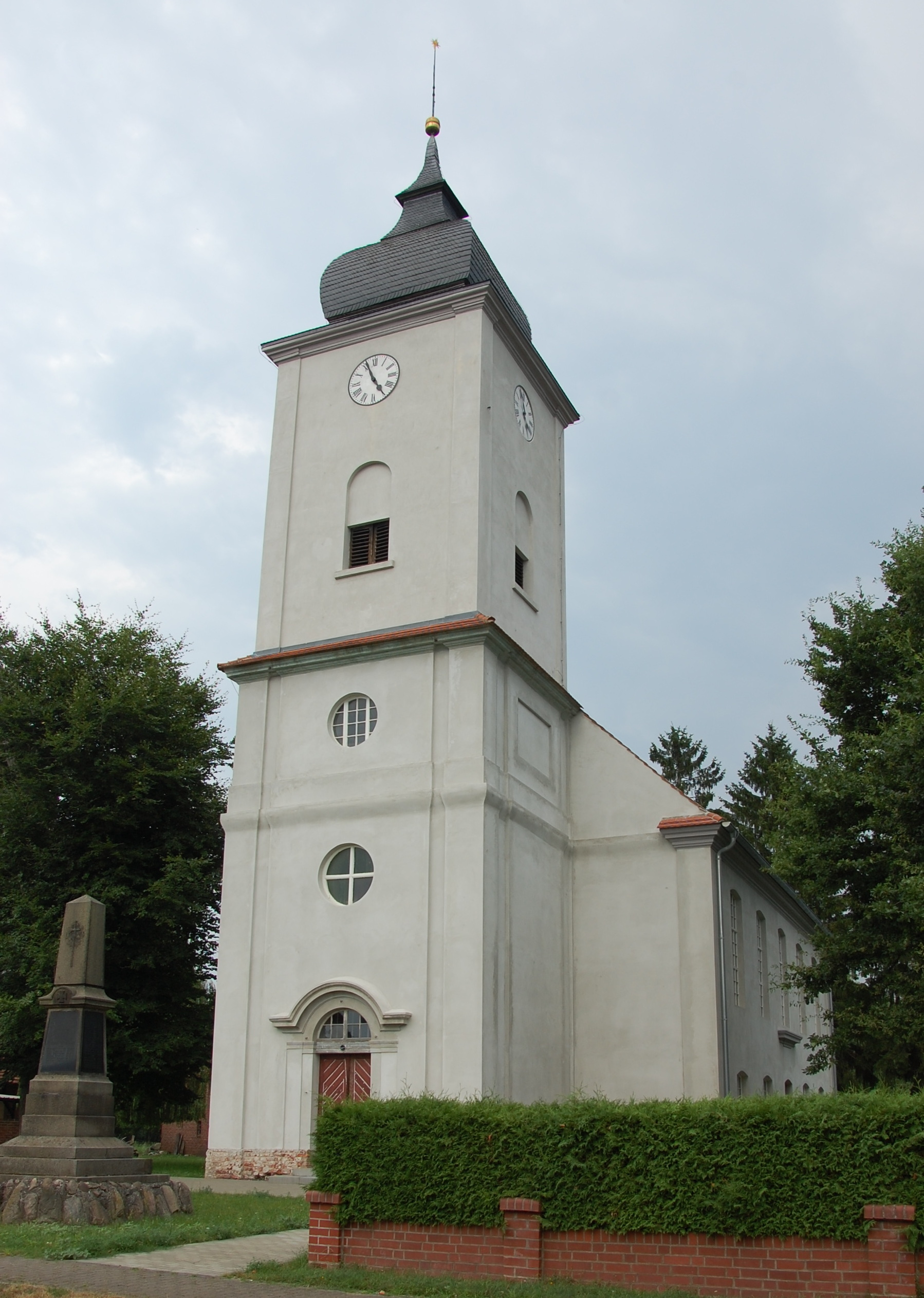
Dorfkirche Sieversdorf

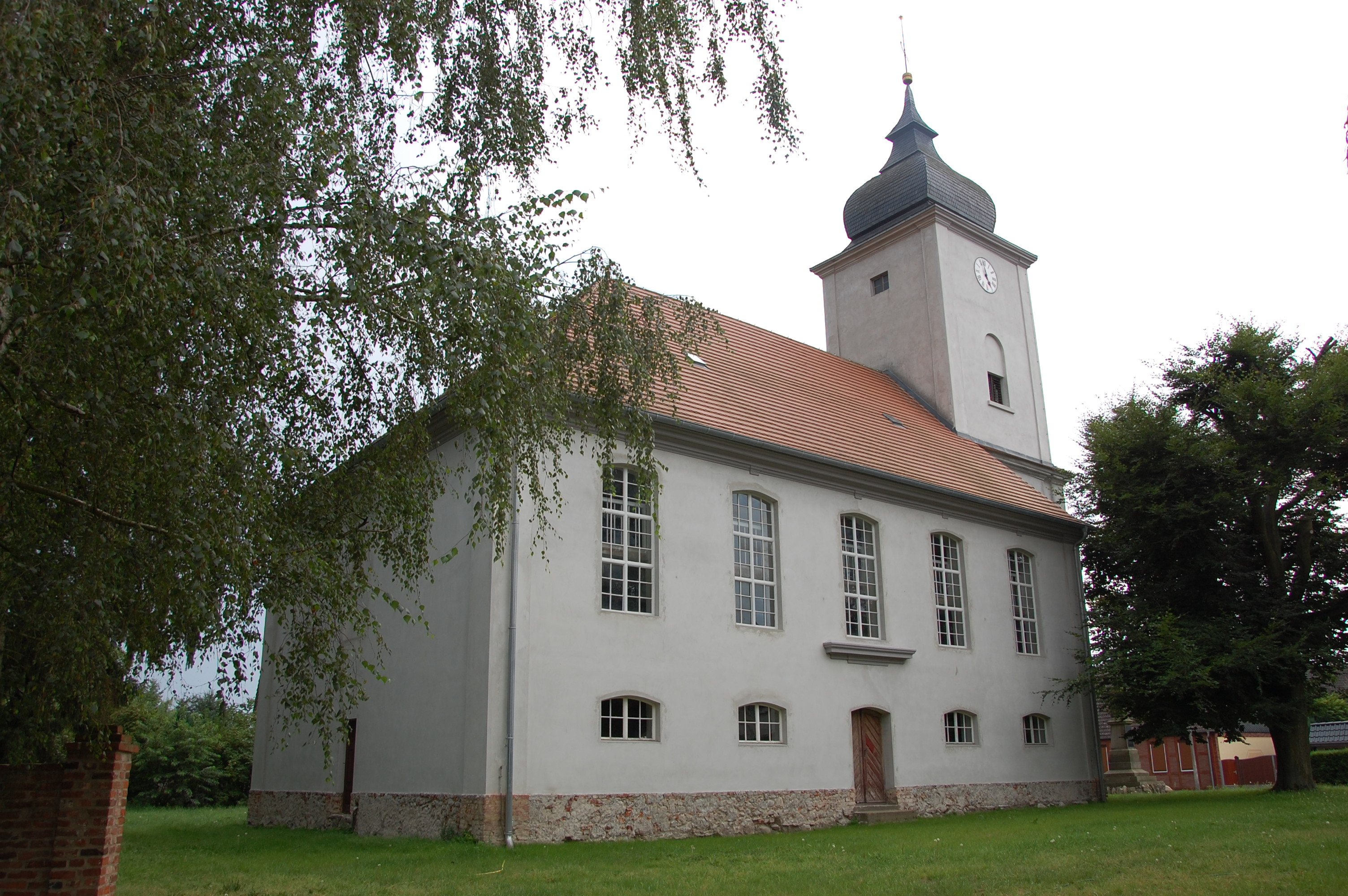
2014

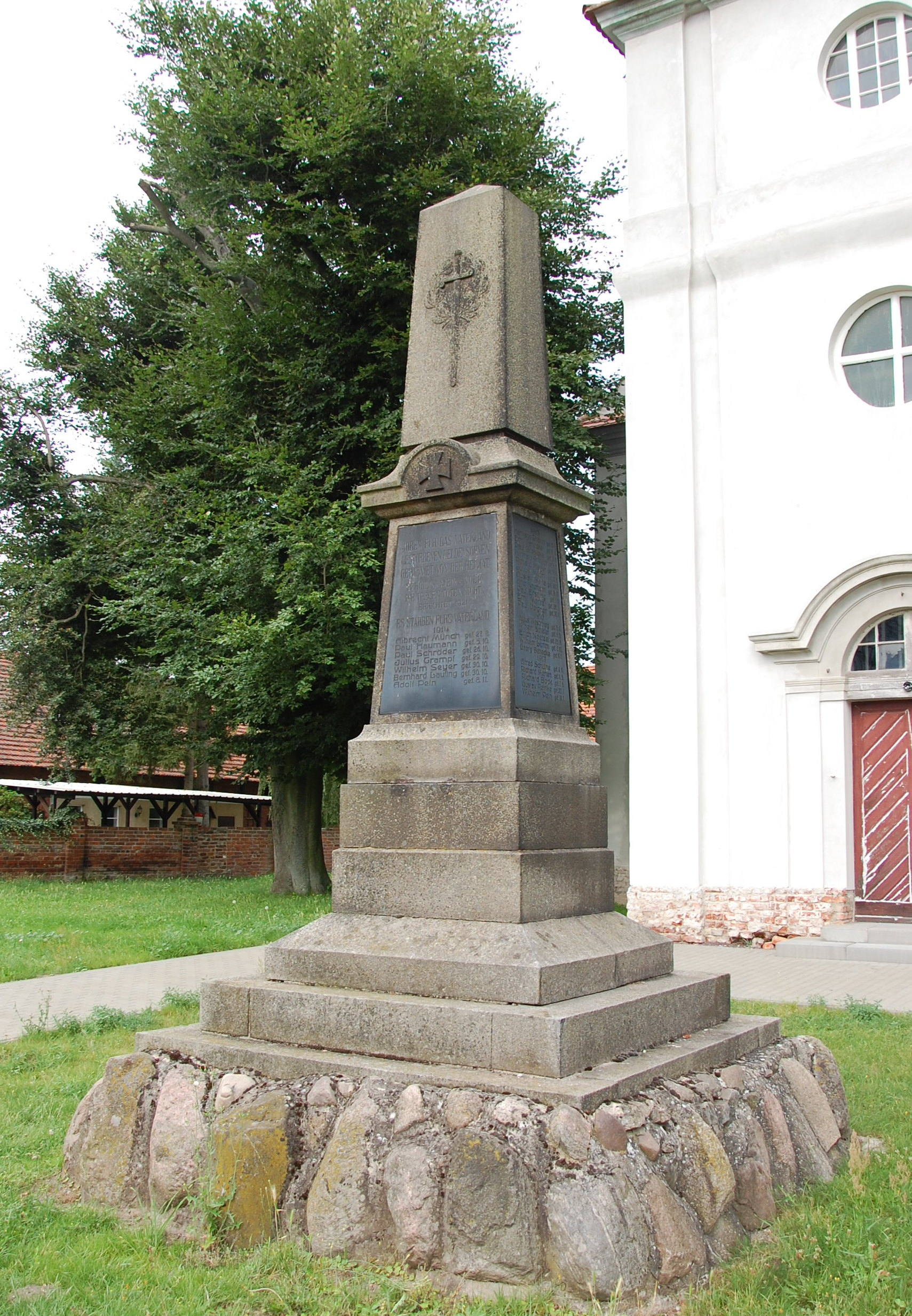
Kriegerdenkmal vor der Kirche

Die Dorfkirche Sieversdorf ist eine Kirche der Evangelischen Kirche Berlin-Brandenburg-schlesische Oberlausitz im zur Gemeinde Sieversdorf-Hohenofen in Brandenburg gehörenden Ortsteil Sieversdorf.
Die Kirchengemeinde gehört zum Kirchenkreis Prignitz und zählt etwa 215 Mitglieder (Stand 2003). Zuvor war die Gemeinde bis 1968 Teil des Kirchenkreis Wusterhausen, bis 2000 des Kirchenkreis Rathenow und bis 2016 des Kirchenkreises Kyritz-Wusterhausen.

## Lage
Die Kirche befindet sich auf der Ostseite der Dorfstraße in der Ortsmitte von Sieversdorf.

## Architektur und Geschichte
1541 wurde in Sieversdorf die Reformation eingeführt. Zu diesem Zeitpunkt war die damals bestehende Kirche eine Tochterkirche der Kirche in Dreetz. Im Jahr 1558 wurde Sieversdorf jedoch Mutterkirche und erhielt erstmals einen eigenen Pfarrer. 1817 wurden die Kirchen von Friedrichsdorf (heute Großderschau) und Hohenofen Tochterkirchen der Sieversdorfer Kirche.
Der Vorgängerbau wurde 1638 zerstört und dann zunächst in Fachwerkbauweise wieder errichtet worden. Die heutige große verputzte Saalkirche entstand dann um 1747/48. Westlich des Kirchenschiffs befindet sich ein Kirchturm mit quadratischem Grundriss. Der Turm, zunächst in Holzbauweise errichtet, wurde im Jahr 1820 in massiver Bauweise erneuert und wird von einer verschieferten Zwiebelhaube bekrönt. Die barocke Gliederung des Baus wurde im Zuge von Restaurierungen reduziert. Entlang der Längsseiten des Schiffs befinden sich jeweils zwei Reihen als Stichbogen ausgeführte Fenster, wobei die Fenster der unteren Reihe nur niedrig sind. Auf allen vier Seiten der Kirche besteht darüber hinaus eine gleichfalls stichbogige Tür.
Die Innenausstattung ist einheitlich und gilt als eindrucksvoll. Es bestehen umlaufende zweigeschossige Emporen, deren Ecken jeweils abgerundet sind. Die Pfosten der Empore gehen bis zur Decke. Im Jahr 1774 erfolgte ein eichenholzfarbiger Anstrich. Auf der Ostseite befindet sich eine bauchige Kanzel, die in die untere Empore einbezogen ist. 
Gleiches gilt für die auf der Westseite befindliche, trapezförmig vorgezogene Orgelempore. Der Orgelprospekt ist im Stil des Rokoko gestaltet und stammt aus dem Jahr 1752 von einer Orgel des Orgelbauers Gottlieb Scholtze. Im Jahr 1913 wurde von der Berliner Werkstatt der Gebrüder Dinse ein neues Instrument in das bestehende Gehäuse eingebaut. Es verfügt über 14 Register auf zwei Manualen und Pedal.
In der Kirche sind zwei hölzerne Epitaphe für den 1747 verstorbenen Johann Eberhard Stifft und seine 1765 verstorbene Ehefrau Catharina Elisabeth Stifft zu sehen. 
Im Kirchturm hängen insgesamt drei Glocken. Eine Bronzeglocke aus dem Jahr 1737 sowie zwei eiserne von 1691 und 1861, von denen eine als Uhrenglocke genutzt wird.
Vor der Westseite der Kirche steht ein Kriegerdenkmal.